# Salers (Cantal)
Salers is een gemeente in het Franse departement Cantal (regio Auvergne-Rhône-Alpes). De gemeente telde 312 inwoners op 1 januari 2022.  Salers is lid van Les Plus Beaux Villages de France, waarbij een groot deel van de middeleeuwse en renaissancebebouwing in het stadje nog intact is. De stad is gebouwd rond een kasteel op een basaltheuvel met uitzicht op de vallei van de Maronne.
Het runderras Salers is genoemd naar deze plaats. De lokale agronoom Ernest Tyssandier d'Escous speelde een belangrijke rol bij de export van dit rode rund.

## Geschiedenis
In de 11e eeuw werd het kasteel op de heuvel gebouwd door de machtige baronnen van Salers. Onderaan de heuvel ontstond een nederzetting, de Ville basse, waar zich handelaars vestigden. Naast het kasteel op de heuvel ontstond later de Haute ville. In de 15e eeuw kregen de inwoners van de bovenstad de toelating van Karel van Bourbon, de hertog van Auvergne, om een muur met stadspoorten rond de bovenstad te bouwen. Hierdoor kreeg Salers, tegen de zin van de baronnen van Salers, een zekere autonomie. In 1509 kregen de inwoners zelfs het recht om bestuurd te worden door vijf verkozen consuls. In 1564 werd Salers de zetel van een koninklijke baljuw. Naast een handelscentrum werd Salers zo ook een gerechtelijk centrum. Er vestigden zich magistraten die grote huizen in renaissancestijl bouwden.
In februari 1586 probeerden hugenoten 's nachts via een poterne de ommuurde stad binnen te dringen. Volgens de legende werden de inwoners gewekt door Florine, een wasvrouw, en konden ze zo de aanval afslaan. De baron van Salers viel in ongenade en koning Lodewijk XIV liet in 1666 het kasteel van Salers afbreken.

## Geografie
De oppervlakte van Salers bedroeg op 1 januari 2022 4,85 vierkante kilometer; de bevolkingsdichtheid was toen 64,3 inwoners per km².
Salers ligt aan het westelijke uiteinde van het vulkanische complex van de Cantal, aan de rand van een plateau op een hoogte van ongeveer 900 m. Ten zuiden van de gemeente stroomt de Maronne die hier niet ver meer is van de samenvloeiing met de Aspre. De valleien van deze twee rivieren maken het mogelijk om vanuit het westen toegang te krijgen tot de Puy Violent (1592 m) en de hele keten van de Monts du Cantal.
De onderstaande kaart toont de ligging van Salers met de belangrijkste infrastructuur en aangrenzende gemeenten.

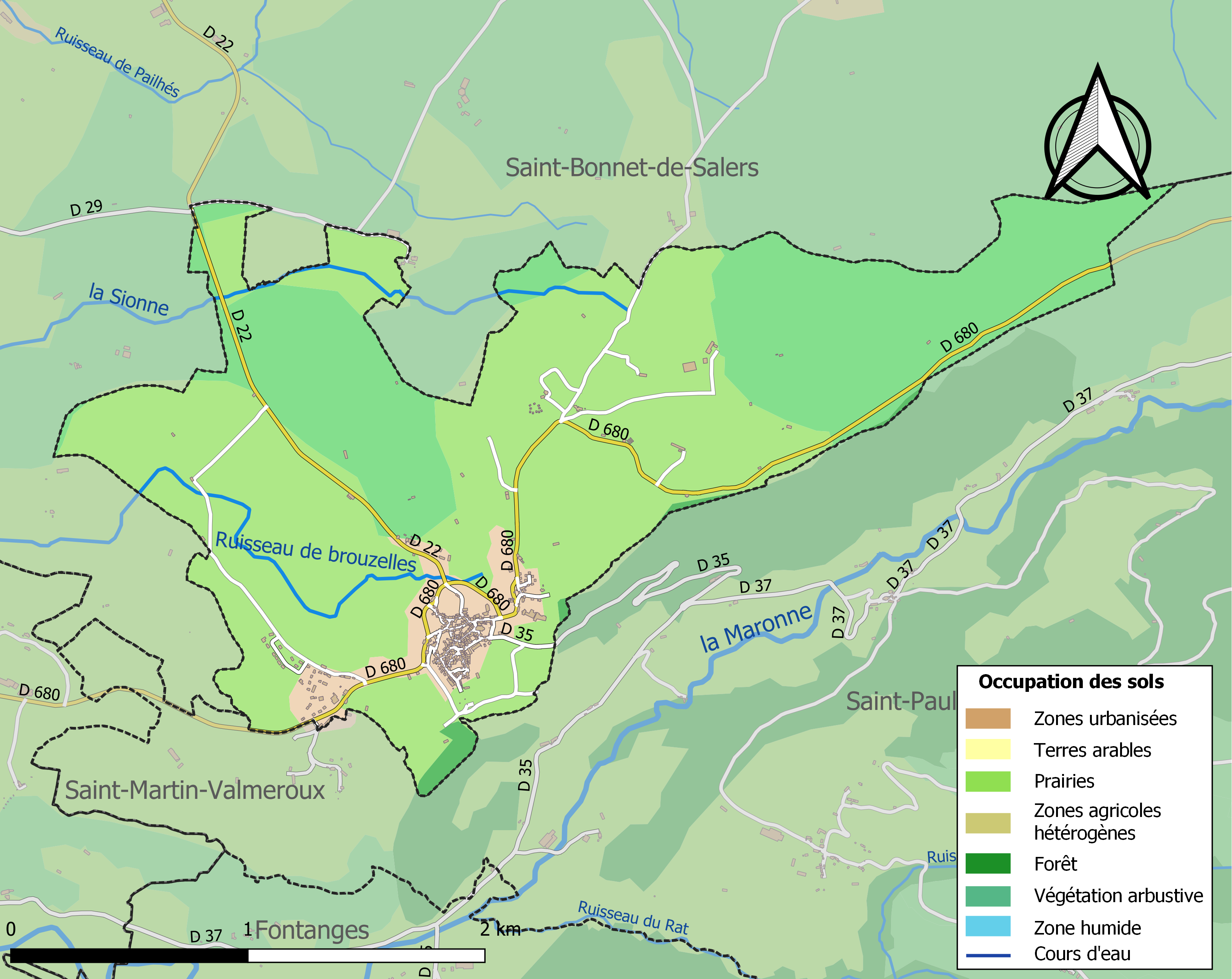

## Demografie
Onderstaande figuur toont het verloop van het inwonertal (bron: INSEE-tellingen).

Vanwege een beveiligingsprobleem met de MediaWiki Graph-software is het momenteel niet mogelijk deze grafiek weer te geven. Zodra de software is bijgewerkt zal de grafiek vanzelf weer zichtbaar worden.

## Bezienswaardigheden
De Porte Martille (15e eeuw) en de Porte du Beffroi (vroeger Tour de l'Horloge) zijn voormalige stadspoorten. Rond de Place Tyssandier d'Escous en in de Rue des Nobles staan de grote huizen, waarvan verschillende met torentjes, van de rijke burgers van Salers. De kerk Saint-Mathieu lag niet in de ommuurde bovenstad. De klokkentoren met een beiaard uit 1887 is recenter dan de kerk. De oude klokkentoren ging verloren na een blikseminslag. In de kerk staat een levensgrote, polychrome beeldengroep uit 1495 die de graflegging voorstelt.

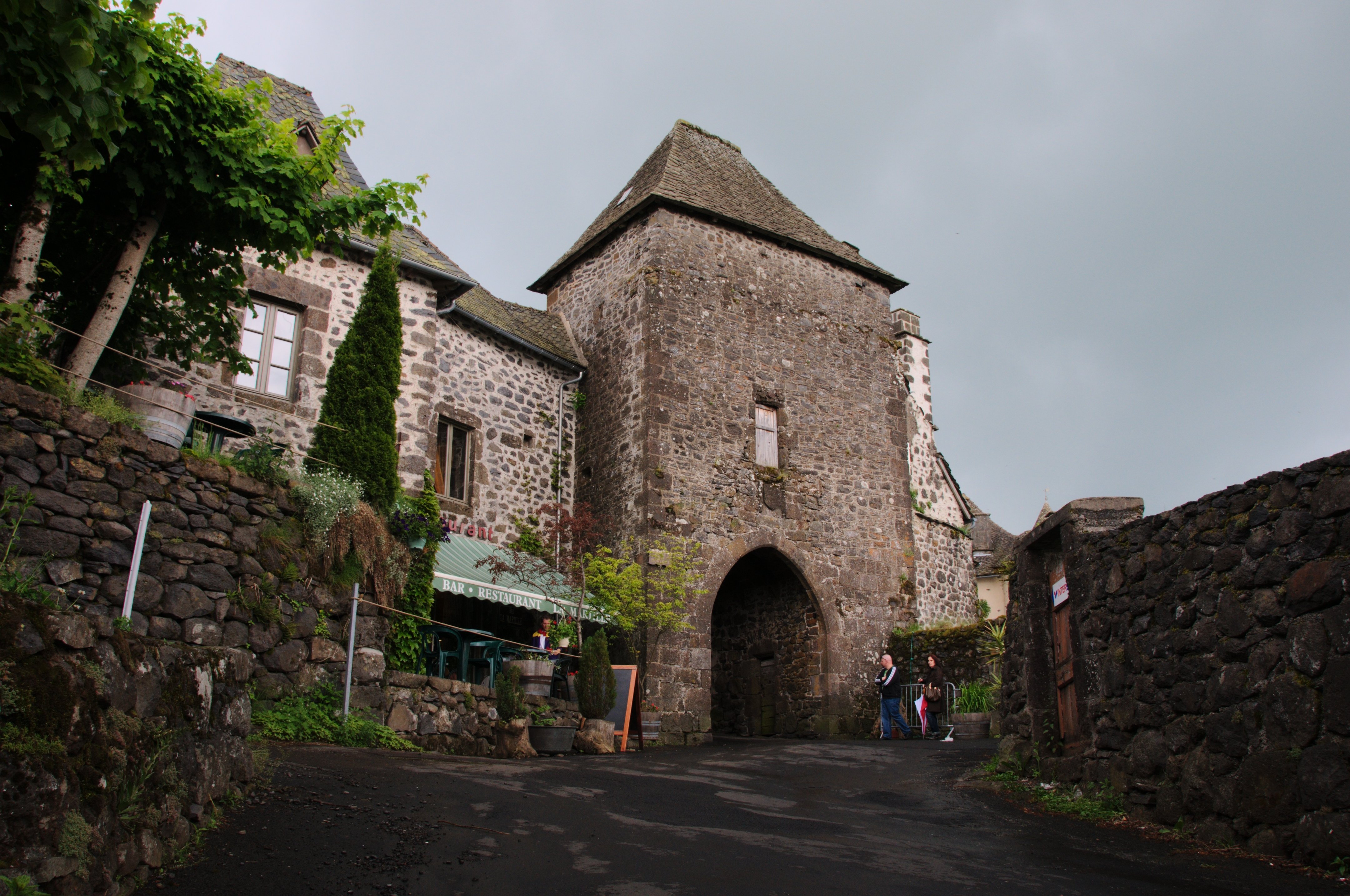
Porte Martille
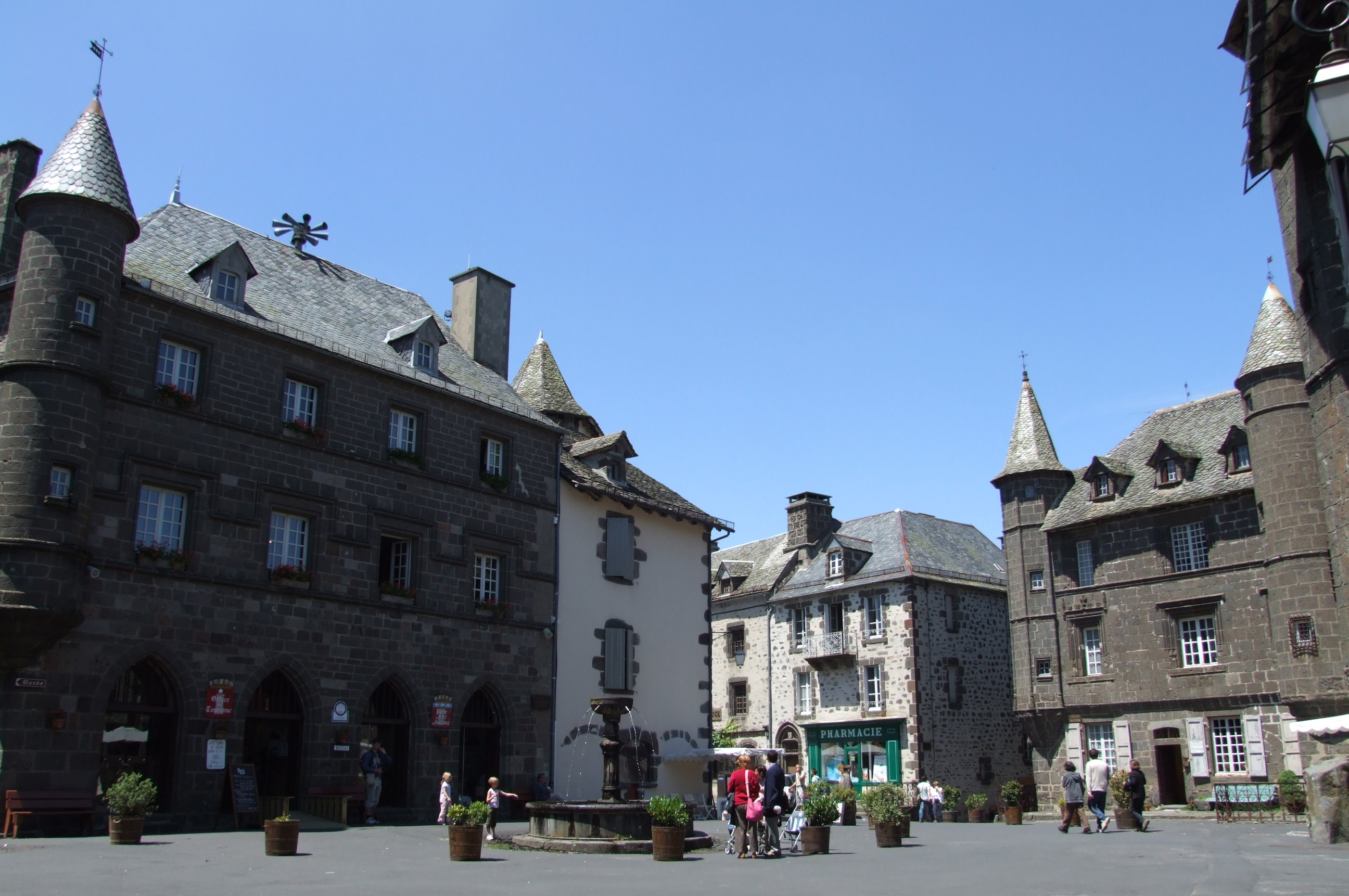
Gemeentehuis op de Place Tyssandier d'Escous
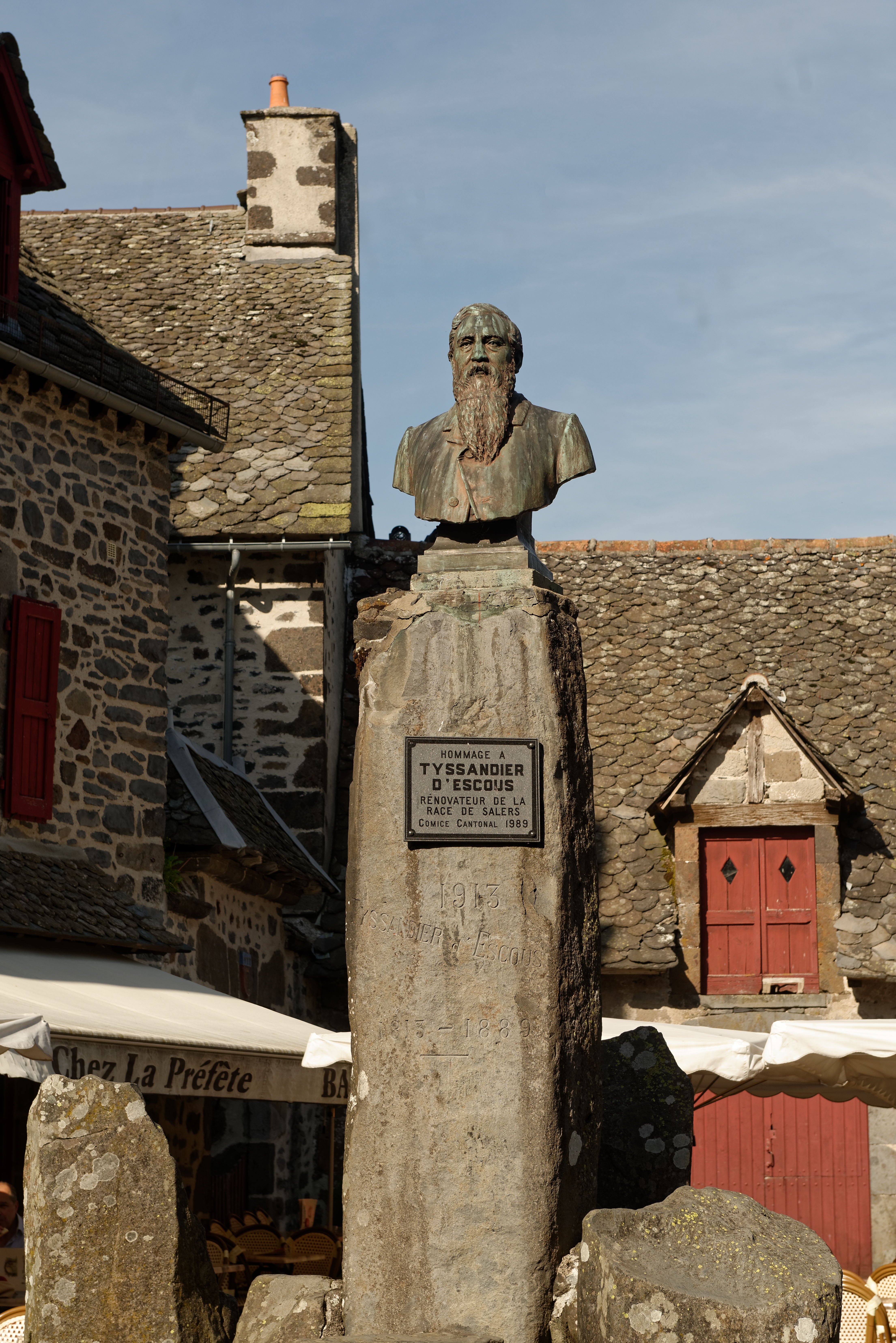
Monumement voor Ernest Tyssandier d'Escous
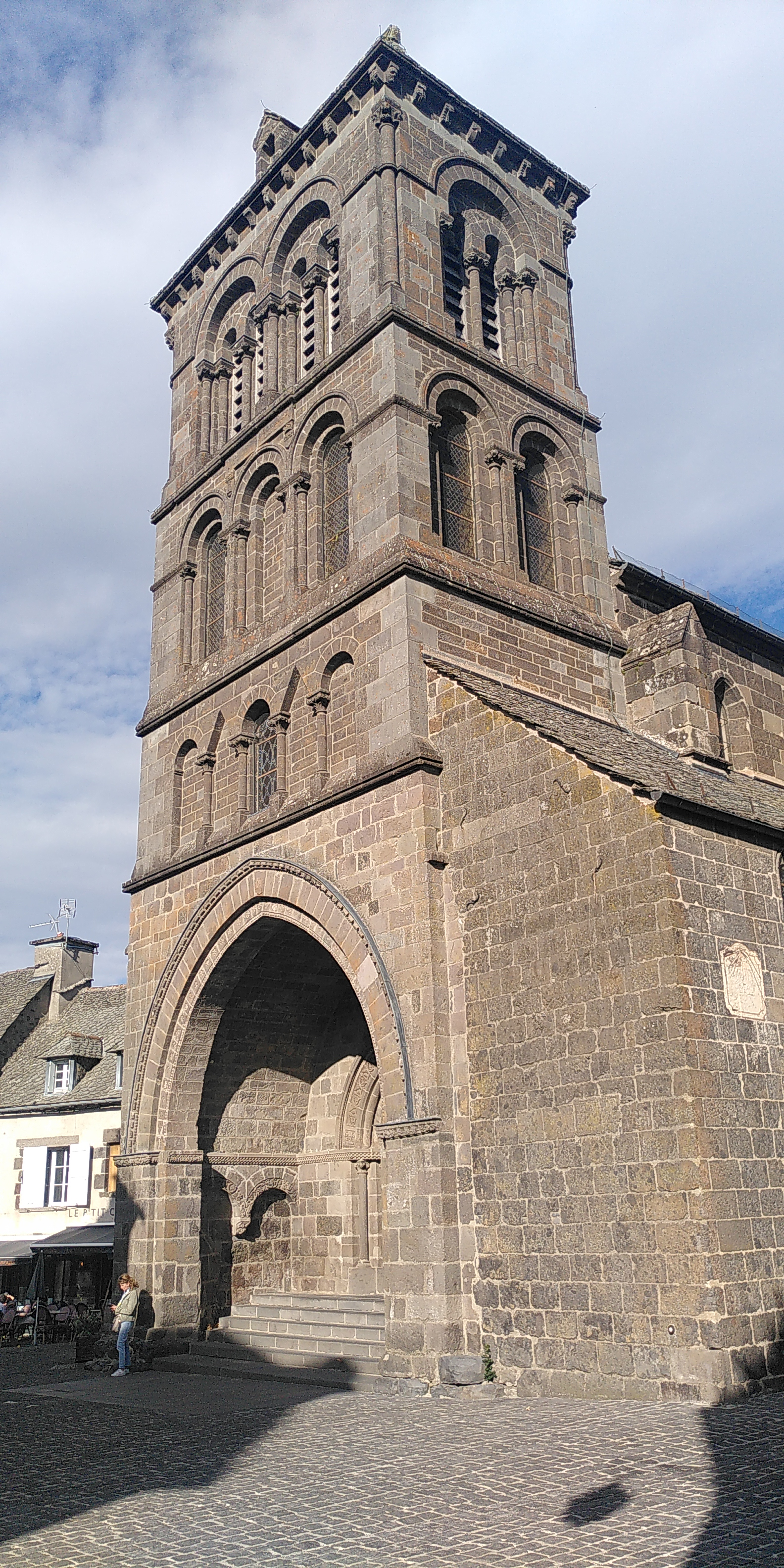
Kerk Saint-Mathieu
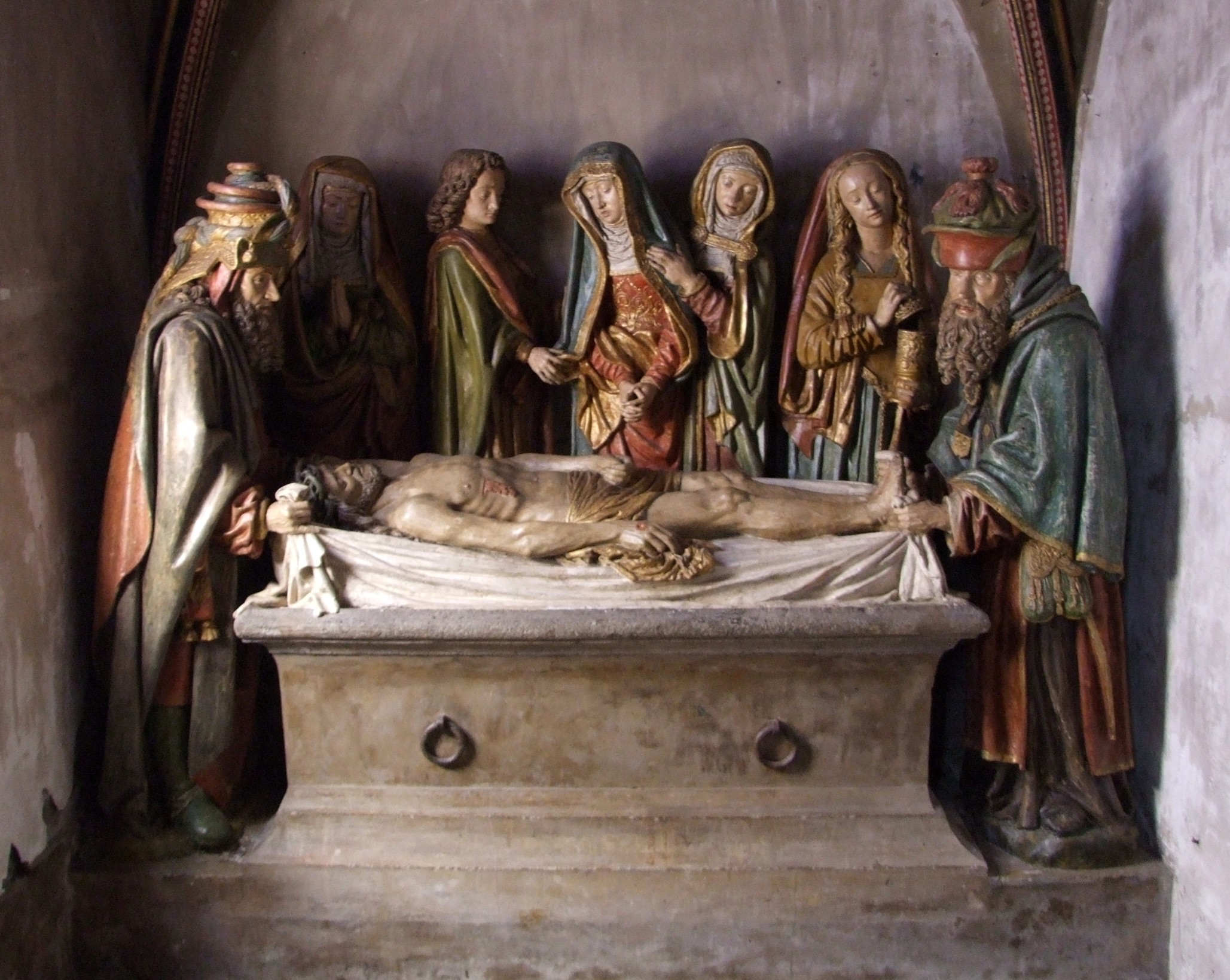
Graflegging
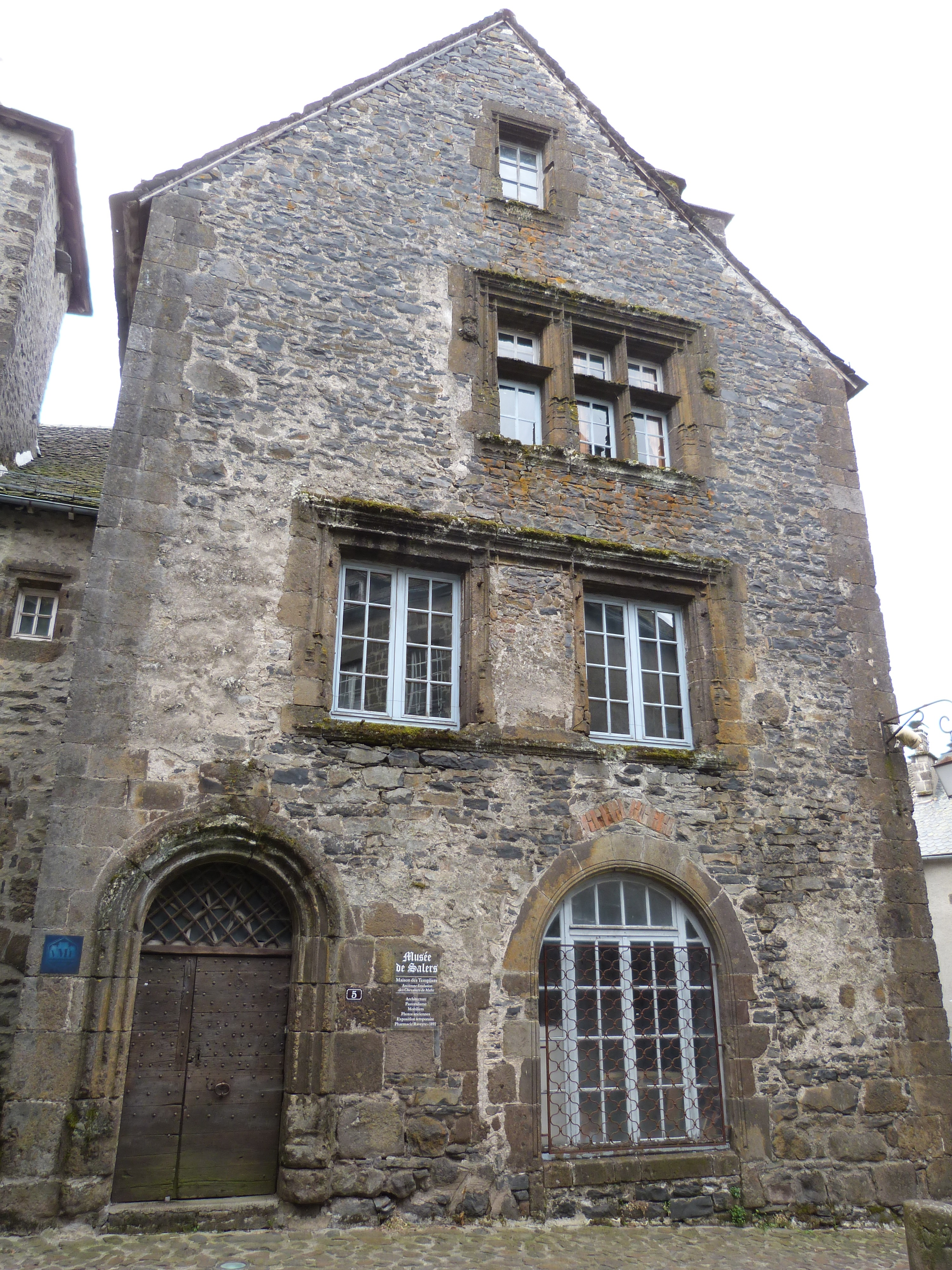
Maison des Templiers

## Trivia
Het dorp Salers kwam in 1971 in het nieuws, toen de inwoners besloten om met zijn allen tegelijk te stoppen met roken. Of dat ook is gelukt, vermeldt de Franse Wikipedia niet.
(Sortering op regio > departement (vet) > gemeente)